# 米德儀器
米德儀器（英語：Meade Instruments Corporation，Meade）是一個總部位於美國加州爾灣的跨國公司。該公司以製造消費型的望遠鏡、双筒望远镜、顯微鏡、CCD相機和望遠鏡配件等光學與光電儀器聞名。是世界上最大的望遠鏡製造商。主要的競爭對手是另一家美國望遠鏡公司星特朗（Celestron）。該公司除了以"Meade"品牌銷售望遠鏡以外，並使用Coronado品牌名銷售太陽望遠鏡。旗下產品在歐洲則以Meade和Coronado品牌名以下的一家前子公司販售。米德儀器于2013年被中国光学公司舜宇光學科技收购，现为舜宇光學旗下全资子公司。 一說2021/6 orion 買下 MEADE

## 歷史
米德儀器是由約翰·戴貝爾（John Diebel）成立於1972年。一開始是以郵購方式販售由日本公司Towa製造的小型折射望遠鏡和其配件。1976年米德儀器開始生產自有品牌產品，1977年推出入門的口徑6英吋和8英吋反射望遠鏡。1980年代米德儀器進入了當時由星特朗公司主導的施密特-卡塞格林望遠鏡市場。米德公司長期以來和其他對手公司有侵權訴訟，尤其是其最大的對手星特朗公司。2008年8月米德公司改變了其施密特-卡塞格林望遠鏡生產線，將光學表面設計改變後推出了"Advanced Coma-Free optics"（ACF Optics）。

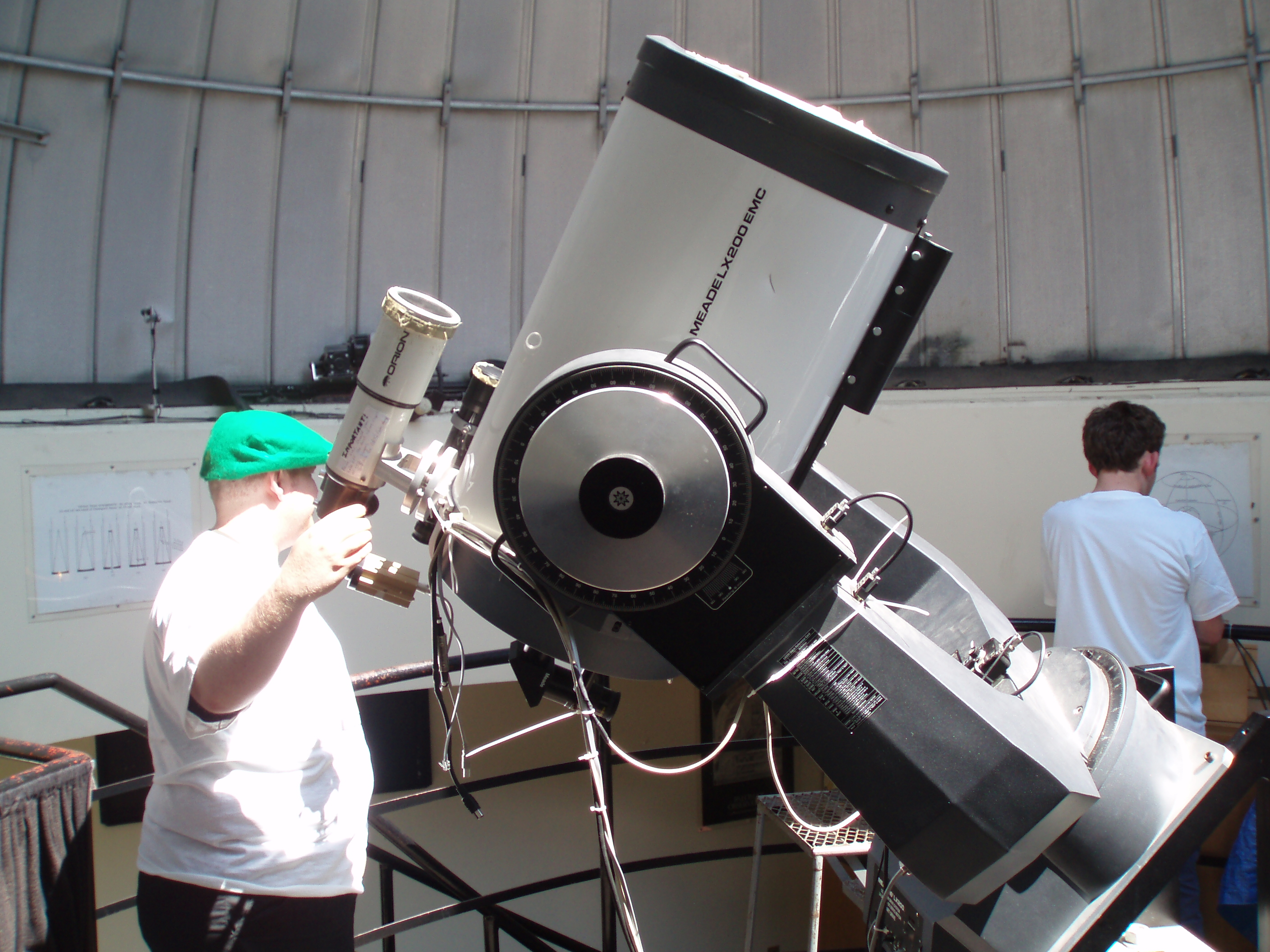
約克大學天文台的口徑40公分Meade LX200望遠鏡。

## 產品線

### 卡塞格林反射鏡

#### ACF望遠鏡
- LX90-ACF
- LX200-ACF
- LX400-ACF

#### 馬克蘇托夫望遠鏡
- Meade ETX

### 牛顿式反射望远镜
- 施密特-牛頓望遠鏡
- 杜布森望遠鏡

## 外部連結
- 官方網站 （页面存档备份，存于）
- Meade Instruments Then and Now
- fundinguniverse.com, Meade Instruments Corporation（页面存档备份，存于）
- The ACF design 美国专利7277223 (PDF 版本)（于2007年10月2日注册）Kenneth W. Baun, Brian Tingey, Ghassan El-Khatib——Apparatus and methods for focusing and collimating telescopes。
- COMA! The Dirtiest Word in Astronomy. The Coma Killer...Meade's LX200-ACF,  A side by side comparasion of an ACF and Schmidt-Cassegrain[永久]